# 小行星3321
小行星3321（3321 Dasha）是一颗绕太阳运转的小行星，为主小行星带小行星。该小行星于1975年10月3日发现。

## 轨道参数
小行星3321的轨道半长轴为2.5477480 UA，离心率为0.199。